# Ksar El Majaz
Ksar El Majaz (en àrab قصر المجاز, Qṣar al-Majāz; en amazic ⵇⵚⴰⵔ ⵍⵎⵊⴰⵣ) és una comuna rural de la província de Fahs-Anjra, a la regió de Tànger-Tetuan-Al Hoceima, al Marroc. Segons el cens de 2014 tenia una població total de 10.237 persones. Està situada en la costa de l'Estret de Gibraltar. Limita a l'est amb la comuna de Taghramt, que la separa de la ciutat autònoma espanyola de Ceuta; al nord, amb el mar; a l'oest, amb la comuna d'Al-Ksar es-Seghir; i al sud amb la comuna d'Anjra.